# Mastigodryas pleii
Mastigodryas pleii — вид змій родини полозових (Colubridae). Мешкає в Південній Америці і Панамі.

## Поширення і екологія
Mastigodryas pleii мешкають на сході Панами, в Колумбії і Венесуелі (зокрема на острові Маргарита та на островах Лос-Тестігос і Лос-Фраїлес в Карибському морі), а також в Бразилії (Пара, Токантінс). Вони живуть у сухих і вологих тропічних лісах та у відкритих саванах, на висоті до 1850 м над рівнем моря